# ソビエト連邦共産党
ソビエト連邦共産党（ソビエトれんぽうきょうさんとう、ロシア語: Коммунистическая  партия Советского Союза, ラテン文字転写: Kommunisticheskaya partiya Sovetskogo Soyuza、略称：КПСС）は、ソビエト連邦の支配政党。マルクス・レーニン主義を掲げ、同国において一党独裁制を堅持していた。後のロシア連邦共産党などの前身となる。

## 概説
前身は1898年結成のロシア社会民主労働党であり、同党がボリシェヴィキとメンシェヴィキに分裂した後、ボリシェヴィキは1918年3月にロシア共産党（ボリシェヴィキ）(Российская коммунистическая партия (большевиков)) 、1925年に全連邦共産党 (ボリシェヴィキ)(Всесоюзная коммунистическая партия (большевиков)) （いずれも括弧付きが正式な党名）、1952年の第19回党大会においてソビエト連邦共産党と改称されていった
。ソビエト国内では憲法により社会や国家における指導的立場が明記されて強固な一党独裁支配体制を築いた。
ミハイル・ゴルバチョフ書記長は1990年に複数政党制を導入してソ連共産党の一党独裁に終止符を打った。ゴルバチョフのペレストロイカ路線に反発する保守派は1991年8月にクーデターを起こしたが失敗した。この時、鎮圧に当たったロシア連邦共和国大統領ボリス・エリツィンの影響力が拡大し、保守派に監禁されたゴルバチョフは政治的影響力を失った。エリツィンが8月23日にロシア共和国内での共産党の活動を停止させる大統領令を発すると、ゴルバチョフはこれに抗しきれず、翌24日に書記長の辞任と党中央委員会の解散を宣言した。11月、エリツィンはさらに共産党解散を指示する大統領令を発令。12月、党は正式に解党してその歴史に幕を引いた。

## 思想
ウラジーミル・レーニンは、労働者や農民の階級意識（例えば、資本家や地主に搾取されていること）を目覚めさせ、彼らを闘争に立ち上がらせるには、職業革命家の集団である共産党（前衛党）による指導が必須であると主張した（外部注入論）。共産党の変質につれ、本来階級による独裁を意味するプロレタリア独裁を歪曲し、党による一党独裁制を正当化したのである。
党は労働者、農民、知識人の前衛組織であり、社会・政治組織の最高の形態であると規定されていた。政府との事実上の一体化、「下部組織は上部組織に従う」（民主集中制）、「鉄の規律」、社会のあらゆる部門に党委員会の細胞を張り巡らせて統制するといったソ連における共産党のあり方は、他の社会主義国の執権政党に受け継がれていった。

## 組織

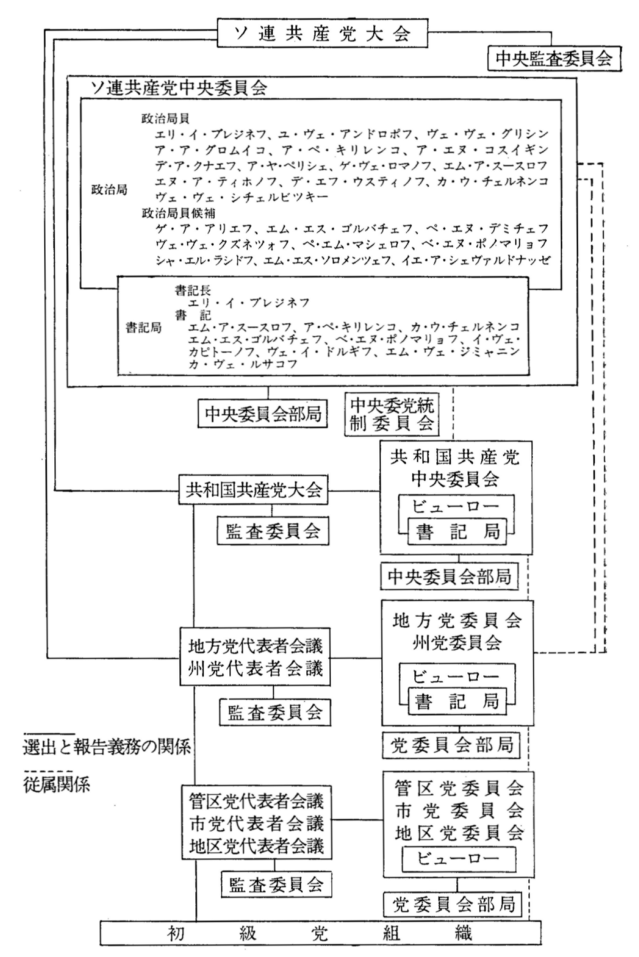
1979年5月1日時点のソ連共産党の組織図

原則的には5年ごとに開催される党大会が最高決定機関である。党大会と党大会の間の期間は、党大会によって選出される中央委員からなる中央委員会が党の指導を行うことになっているが、実際には中央委員会から選出される政治局、書記局、中央委員会機構が党の日常的政治・組織業務を担当していた。特に、極少数の党員で構成される政治局が最高意思決定機関として機能していた。
また、党大会の開催回数も減少していき、ヨシフ・スターリンの時代には本来、政治局や中央委員会の補助的機構であった書記局が人事配置と組織統制の権限を高め、特に書記長に権力が集中した。スターリンの死後、ソ連共産党は集団指導体制に入るが、書記局は中央委員会各部局の指導、政策決定に依然と重要な役割を果たし、書記長（政治局員も兼務）が最有力者であり続けた。また、政治局員をはじめとする党の上層部は大きな権力と特権を持ち、ノーメンクラトゥーラの名で呼ばれた。
末端に位置するのは、企業、軍隊、学校、コルホーズなど社会のあらゆる部門に張り巡らされた初級党組織であり、3名以上の党員で構成された。党中央委員会が直接指導する青年組織としてコムソモール、さらにその下に10〜15歳の少年少女で構成されるピオネールがあった。
共産党員は共産主義の物質的・技術的基礎の創出のために戦うことが任務とされている。なお、共産党員になるには以上、かつコムソモールや党員（3名）の推薦を必要とし、党費を納めなければならなかった。共産党員は特権階級であり、住宅や教育など様々な面で優遇を受けていた。
また、ソビエト連邦を構成する共和国や自治区にもそれぞれ共産党が置かれ、ソビエト連邦共産党の統制下に置かれていた。
党員数の推移は、1924年で約73万人、1925年で約109万人、1930年で約200万人、1946年で約550万人、1965年で約1180万人、1981年で約1748万人、1986年で1900万人となっている。

## 軍事
共産党は革命当時から赤衛隊と呼ばれる独自の軍隊を持っていた。1918年に赤衛隊は「労働者・農民赤軍」（赤軍）に発展した。赤軍はロシア革命後のロシア内戦において反革命派の白軍と戦い最終的な勝利をおさめた。以降は実質的なソビエト連邦の国軍としてソ連・ポーランド戦争や冬戦争、第二次世界大戦における独ソ戦や日本との戦いに参加している。1946年、赤軍はソビエト連邦軍となり、正式な国軍となった。

## 歴代最高指導者
- ウラジーミル・レーニン（1912年1月 - 1924年1月21日）

### 書記長
- ヨシフ・スターリン（1922年4月3日 - 1953年3月5日）

### 第一書記
- ニキータ・フルシチョフ（1953年9月7日 - 1964年10月14日）

### 書記長
- レオニード・ブレジネフ（1964年10月14日 - 1982年11月10日）
- ユーリ・アンドロポフ（1982年11月12日 - 1984年2月9日）
- コンスタンティン・チェルネンコ（1984年2月13日 -1985年3月10日）
- ミハイル・ゴルバチョフ（1985年3月11日 - 1991年8月24日）
- ウラジーミル・イワシコ（副書記長）（1991年8月24日 - 1991年8月29日[注 2]）

## 国際関係
レフ・トロツキーの世界革命論に見られるように、国際共産主義運動を指導し、世界中の共産主義運動の中核として理論面や実際の政治行動に深くかかわった。第二インターナショナルから分裂した国際組織コミンテルンの本部はモスクワに置かれ、人民戦線や日本共産党の設立やスペイン内戦に深くかかわるなどした。しかし党内での権力闘争でヨシフ・スターリンが勝利し、トロツキーが追放されると一国社会主義論が正式な理論となり、ロシア的ナショナリズムを重視するようになる。スターリンはソビエト連邦を守るために周辺諸国の共産党勢力支援に力を入れた。一方、独ソ戦の開始以降は連合国の歓心を得るためにコミンテルンを解体し世界革命を否定した。
第二次世界大戦の勝利によって、東欧や東アジアに多くの共産主義政権を築くことに成功した。スターリンは新たにコミンフォルムを結成し、各国共産党の統制を行った。ユーゴスラビアのチトー大統領の離反はあったもののソ連共産党は共産主義政党の盟主的地位を得た。情勢が変化するのはスターリン死後の1956年2月にニキータ・フルシチョフが行ったスターリン批判以降である。

### スターリン批判以後
これまで東側諸国の理論的支柱であったスターリンに対する批判は各国共産党の動揺を招いた。中国を支配する中国共産党とは中ソ論争が始まり、今まで蜜月関係であった両国関係が中ソ対立に向かうことになる。また、ハンガリーではハンガリー社会主義労働者党の支配体制が揺らぎ、ハンガリー動乱が発生。ソ連は直接軍事介入によって事態を収拾したが、世界の共産主義運動の一部にはソ連への失望が生まれた。アルバニアはスターリン批判以降、ソ連指導部を修正主義者と呼び痛烈な非難を浴びせ、中国に接近した（しかしその後中国とも距離を置き、1990年代の民主化まで事実上の鎖国状態に入ることになる）。1970年代には西側諸国の共産党（フランス、イタリア、スペイン、日本など）がプロレタリア独裁の放棄や複数政党制の容認、自由と民主主義の擁護などを掲げ、ソ連共産党を厳しく批判した（ユーロコミュニズム）。また、キューバ危機での譲歩によりフルシチョフの威信は低下した。しかし冷戦終了まで世界の共産主義運動においてソビエト連邦共産党の影響力は大きなものがあった。

## 構成国共産党
ソビエト連邦共産党の下部組織として、ソビエト連邦構成共和国にも、共産党が存在した。
- ロシア・ソビエト連邦社会主義共和国 - ロシア・ソビエト連邦社会主義共和国共産党[注 3]
- エストニア・ソビエト社会主義共和国 - エストニア共産党
- リトアニア・ソビエト社会主義共和国 - リトアニア共産党
- ラトビア・ソビエト社会主義共和国 - ラトビア共産党（英語版）
- グルジア・ソビエト社会主義共和国 - グルジア共産党（英語版）
- ウズベク・ソビエト社会主義共和国 - ウズベキスタン共産党
- モルダヴィア・ソビエト社会主義共和国 - モルダヴィア共産党（英語版）
- ウクライナ・ソビエト社会主義共和国 - ウクライナ共産党（英語版）
- 白ロシア・ソビエト社会主義共和国 - 白ロシア共産党（英語版）
- トルクメン・ソビエト社会主義共和国 - トルクメニスタン共産党（英語版）
- アルメニア・ソビエト社会主義共和国 - アルメニア共産党（英語版）
- タジク・ソビエト社会主義共和国 - タジキスタン共産党
- カザフ・ソビエト社会主義共和国 - カザフスタン共産党（英語版）
- キルギス・ソビエト社会主義共和国 - キルギス共産党（英語版）
- アゼルバイジャン・ソビエト社会主義共和国 - アゼルバイジャン共産党